# Atac

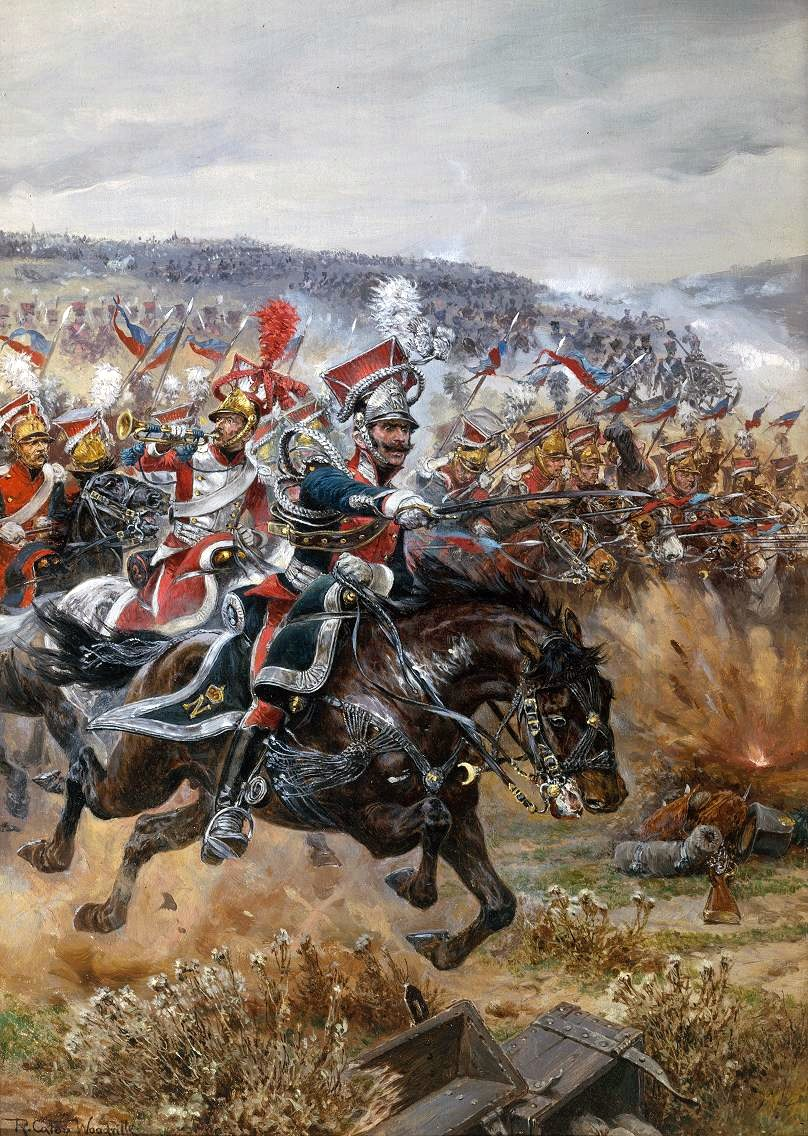
Ultimul atac al lui Poniatowski la Leipzig. Pictură de Richard Caton Woodville, Jr.

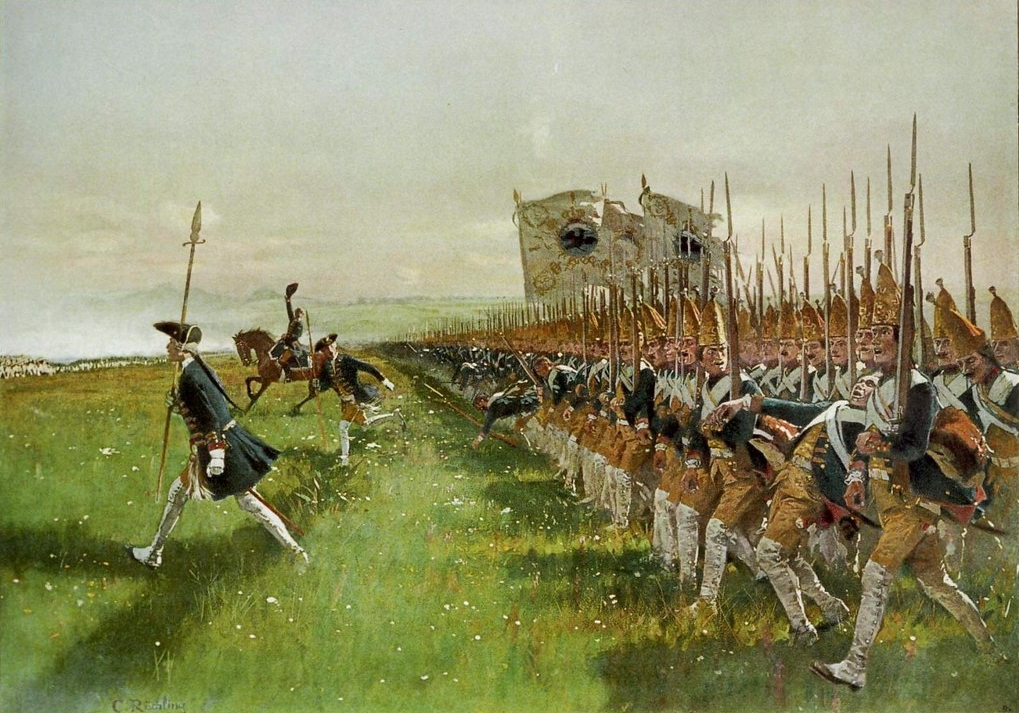
Atacul infanteriei prusace. Bătălia de la Hohenfriedeberg, 1745

Atacul este o ofensivă rapidă a unor forțe armate care urmăresc nimicirea sau prinderea inamicului și distrugerea unor obiective ale acestuia.
Asaltul fortificațiilor, orașelor, și clădirilor inamice sunt precedate aproape întotdeauna de atac.
Atacul de obicei este efectuat de către forțele mobile, cel mai adesea, de către infanterie, cavalerie, tancuri, aviație. Artileria în sine, nu poate face parte din atac (deși au existat cazuri de succes când artileria tractată de cai a atacat dușmanul în retragere), dar servește ca un instrument puternic pentru pregătirea unui atac de succes, deoarece rezistența dușmanului este mult mai slabă atunci când este supus puterii focului de artilerie.